# Санта-Мария делла Консолационе (Тоди)
Санта-Мария делла Консолационе (итал. Tempio di Santa Maria della Consolazione — Храм Святой Марии Утешения) — церковь в городе Тоди (Умбрия), в центральной Италии. Церковь, построенная между 1508 и 1607 годами, находится за пределами средневековых городских стен. Выдающийся памятник архитектуры Высокого Возрождения.

## История
Согласно легенде, в 1508 году в Тоди произошло чудо. Двое рабочих в скинии недалеко от близлежащего монастыря разрушили стену, закрывавшую старинный образ XIV века «Мистическое обручение Святой Екатерины Александрийской» с изображением Мадонны с Младенцем. Один из них вытер фреску платком и когда затем использовал платок, чтобы протереть глаз, на который был слеп, он чудесным образом прозрел.
Дабы сделать чудо известным даже в отдалённых регионах, на месте старинной скинии решили построить храм, посвящённый Деве Марии Утешительнице: церковь должна была хранить чудотворный образ и стать местом паломничества для всех больных и страждущих. Епископ Базилио Маскарди санкционировал создание строительного общества «Compagnia di Santa Maria della Consolazione», которому было поручено возвести церковь. Это оказалось долгим делом: чудотворный образ был перенесён на главный престол нового храма в 1617 году. Годовщина чуда до сих пор отмечается в Тоди 8 сентября.
Авторство архитектурного проекта точно не установлено. Проект приписывают Донато Браманте, но документов, подтверждающих эту атрибуцию, не сохранилось. Достоверно известно только то, что Браманте не присутствовал на строительных работах, в то время как имена мастеров (почти всех представителей его школы), следовавших друг за другом на разных этапах строительства, известны: в начале и до 1512 года работами руководил Кола ди Маттеуччио да Капрарола (1494—1518), затем, до 1518 года, Бальдассаре Перуцци, до 1565 года Джакомо да Виньола, в 1584 году Ипполито Скальца, в 1587 году Валентино Мартелли.
В строительстве участвовали и другие архитекторы: среди них Антонио да Сангалло Младший, Галеаццо Алесси и Микеле Санмикели. В 1586 году, когда строительство приближалось к окончанию, началось возведение барабана и купола. Церковь была освящена в 1606 году. Купол завершили в следующем году.

## Архитектура
Здание имеет центрический план в виде греческого креста: квадратное основание встроено между четырьмя угловыми опорами и образует мощный кубический массив; по сторонам расположены четыре одинаковые шестигранные апсиды, образующие рукава креста и перекрытые секционными полукуполами. Наружные стены и барабан купола обработаны пилястрами коринфского ордера. Окна апсид оформлены наличниками с чередующимися треугольными и лучковыми фронтонами.
По углам кубического объёма здания, опоясанного в верхней части балюстрадой, расположены четыре скульптуры, изображающие орлов (работа Антонио Росиньоли, 1601—1604) — символ города Тоди. Высота здания вместе с фонарём купола — около 50 м.
Центрический план и симметричная композиция храма, обеспечивающие равноценность его восприятия со всех точек зрения, были важны для паломнической церкви, стоящей за пределами городской застройки на открытом месте и обозреваемой с дальних расстояний. Кроме того, такая композиция полностью отвечала актуальным архитектурным идеям того времени: максимально возможное равновесие между всеми частями и единство пространства. Такие идеи складывались в передовой художественной среде архитекторов так называемого римского классицизма периода Высокого Возрождения в Италии в начале XVI века. Композиционные эскизы и проекты подобных зданий разрабатывали Л. Б. Альберти, Донато Браманте и Леонардо да Винчи. Предполагают, что Браманте и Леонардо в 1482—1499 годах обсуждали в Милане достоинства византийских крестово-купольных храмов и возможности их использования в Италии.
Архитекторы разрабатывали планы типа квадрифолия, или «четырёхлистника», тетраконха («с четырьмя конхами») и постройки «звёздчатого» плана, получаемого с помощью «поворотного квадрата» (двух наложенных друг на друга квадратов, один из которых повёрнут на 45°). Прототипами церкви в Тоди можно считать Темпьетто — круглый храм, построенный Браманте в Риме на Яникульском холме в монастыре Сан-Пьетро-ин-Монторио (1502), его считают своеобразной моделью нового собора Св. Петра в Ватикане, проекта, разработанного Донате Браманте, а также церковь Санта-Мария-делле-Карчери в Прато архитектора Джулиано да Сангалло (1484—1495). Однако вначале в Тоди были сделаны только три апсиды. Четвёртая апсида впервые упоминается 1509 году. Причём если в соборе Святого Петра в Риме не удалось сохранить первоначальные идеи и планы Браманте, то церковь в Тоди является наилучшим примером реализации таких идей.

## Интерьер
Главный алтарь (1612) был перестроен в 1634 году, возможно, по проекту Андреа Полинори. Чудотворный образ поместили в алтаре в 1617 году. Это изображение приписывают монаху Джованни ди Рануччо дельи Атти (? —1330) или, что более вероятно, Николо ди Ваннуччо. Первоначально он стоял в скинии недалеко от близлежащего монастыря Санта-Маргерита и стал особенно почитаем после того, как в 1457 году по легенде освободил Тоди от злобного змея. Позднее в том же веке скиния была обнесена стеной, чтобы защитить её от возможных последствий гражданской войны между Атти и Кьяравалле. Изображение было вновь обнаружено в 1508 году, когда двое рабочих разрушили покрывающую стену, что и отражено в легенде об основании храма.
Интерьер храма украшают огромные статуи двенадцати апостолов. Они расположены по четыре в каждой из трёх вспомогательных апсид. Граждане Тоди, спасшиеся от чумы 1630 года, заказали большую деревянную статую Святого Мартина (папы Мартина I, уроженца города Тоди). Она установлена в 1638 году слева от главного входа. Ранее находившаяся в алтаре картина «Коронование Девы Марии со святыми Михаилом, Петром, Павлом и Иоанном Крестителем» работы Андреа Полинори (1617) ныне находится в Григорианской капелле Сан-Фортунато в Тоди.

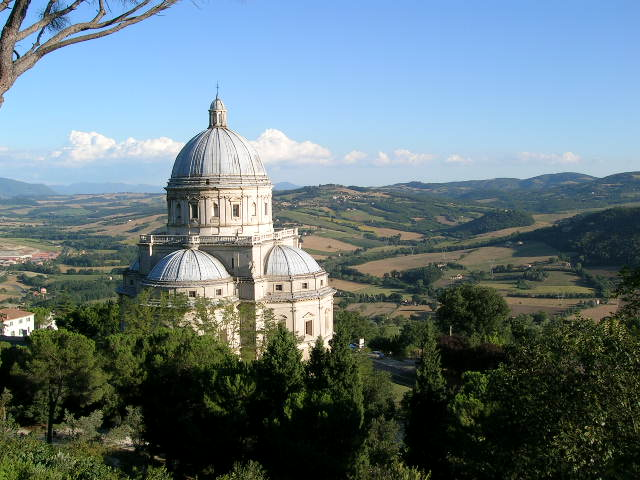
Церковь на фоне умбрийского пейзажа
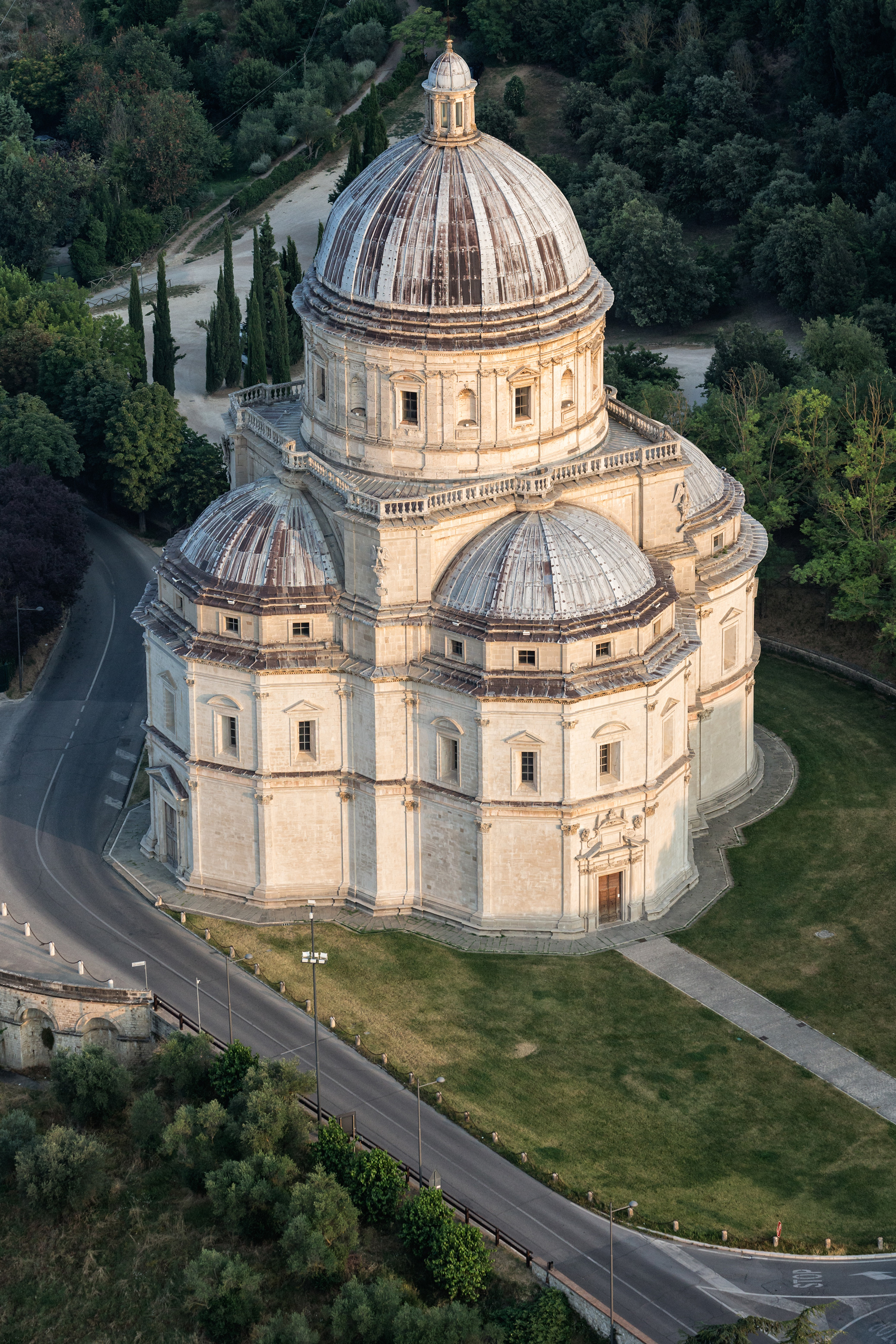
Вид церкви «с птичьего полёта»
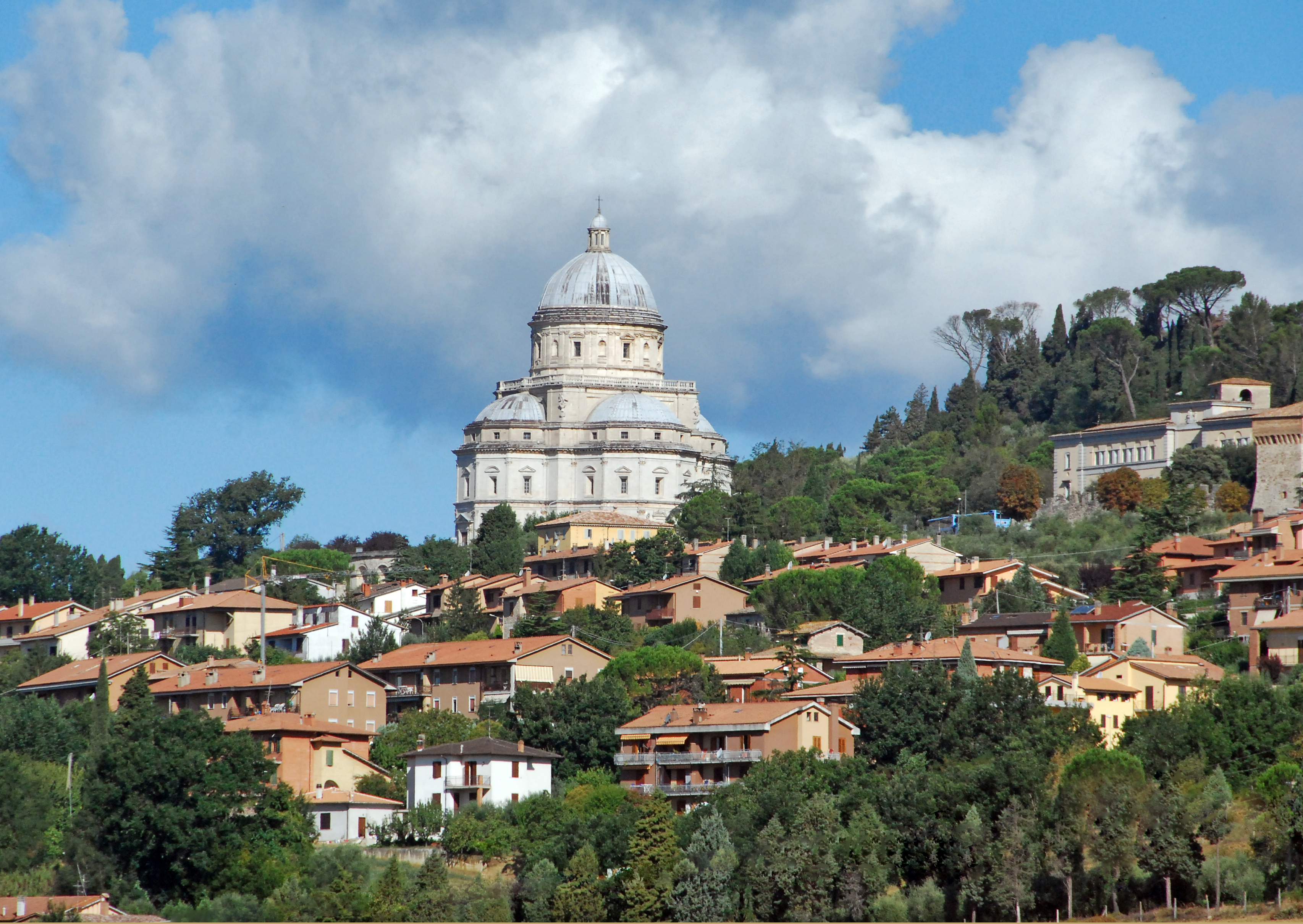
На склоне холма
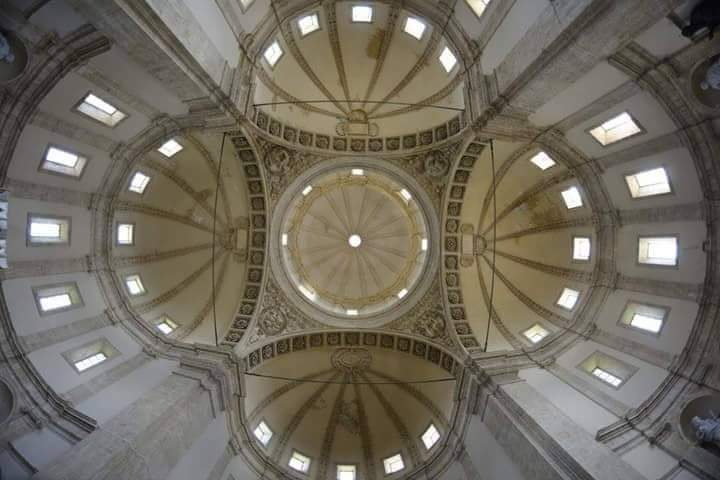
Подкупольное пространство храма
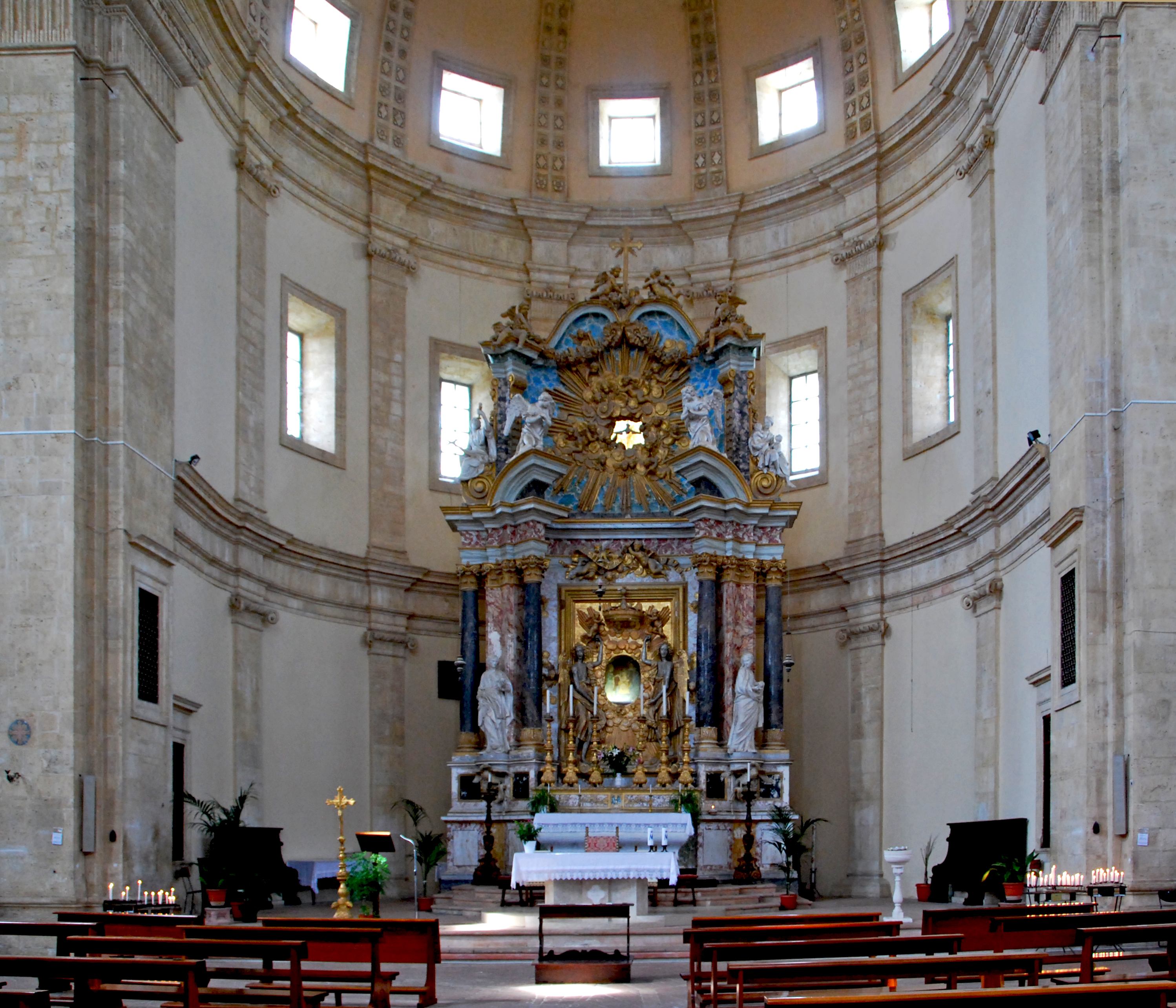
Апсида. Главный алтарь
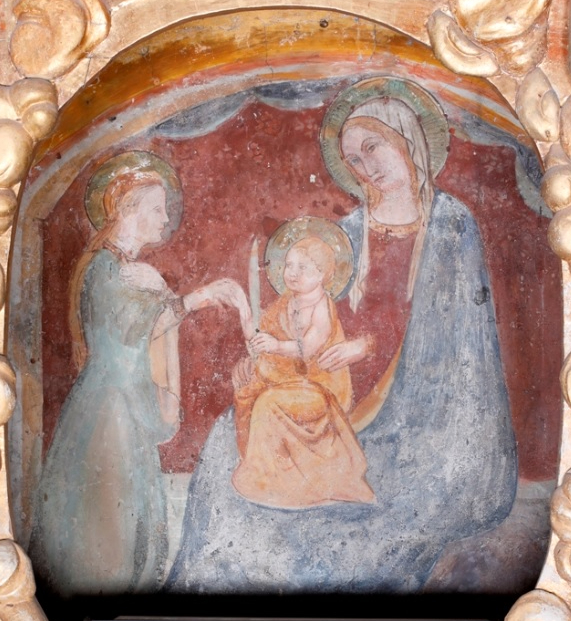
Мадонна с Младенцем и Святая Екатерина (Мистическое обручение Св. Екатерины Александрийской). XIV в. Фреска. Главный алтарь церкви